# クリプト・ドットコム
クリプト・ドットコム（英: Crypto.com）は、シンガポールを拠点とする暗号通貨取引所運営会社、及び同社の提供する暗号通貨取引アプリ。1,000万人のユーザーを擁し、3,000人の従業員を雇用する。
マルタに拠点を置くForis DAX MT Limitedの子会社。

## 歴史
2016年、ボビー・バオ (Bobby Bao)、ゲイリー・オー (Gary Or)、クリス・マルザレック (Kris Marszalek)、ラファエル・メロ (Rafael Melo) が創設者となり「モナコ」として設立される 。2018年に、暗号理論研究者で大学教授のマット・ブレイズが所有するドメインを購入し、Crypto.comに改称する。専門家によれば、ドメインの取引価格は500万ドルから1000万ドル程度と推測している。

2022年1月、クリプト・ドットコムは自社のプラットフォームがハッキングの被害に遭い、1500万ドル相当のイーサリアム、1900万ドル相当のビットコインなどが不正に引き出されたと明らかにした。「二要素認証操作がユーザーによって入力されることなく取引が承認されていた」という疑わしい活動を検出したことを明らかにした後、取引を一時停止した。その後、顧客の資金が失われなかったという会社からの声明とともに後に取引は復活した。

## スポンサーシップ
クリプト・ドットコムは世界第4位の暗号資産取引所であるが、特に2021年以降はアメリカ市場を中心として広告宣伝に力を注ぐようになり、国際的な自動車レースであるフォーミュラ1、イタリアのプロサッカーリーグであるセリエA 、 総合格闘技プロモーターのUFC 、フランスのプロサッカーチームパリ・サンジェルマンFC 、アメリカのプロバスケットボールチームフィラデルフィア76ers、カナダのプロアイスホッケーチームモントリオール・カナディアンズとの間でスポンサーシップを締結し、さらに慈善団体Water.org の支援も行なっている。Water.orgのパートナーシップには、Crypto.comのブランドアンバサダーを務める共同創設者の俳優マット・デイモンとの契約が含まれている。
2021年11月、同社はロサンゼルスの大規模アリーナである（旧）ステープルズセンターの命名権を取得し、20年間・7億米ドル相当とも報じられる大型契約を結んで、「クリプト・ドットコム・アリーナ」（Crypto.com Arena）に名称を変更した。  
2022年3月、同社はカタールで開催される2022 FIFAワールドカップのオフィシャルスポンサーに就任。
さらに2024年8月にはUEFAチャンピオンズリーグのオフィシャルスポンサー（2024/25シーズンから26/27シーズンまで）の就任も発表した。